# Delio Toledo
Delio César Toledo Rodas (2 października 1976 w Doctor Cecilio Báez) – piłkarz paragwajski grający na pozycji lewego obrońcy.

## Kariera klubowa
Toledo wychował się w klubie Atlético Colegiales wywodzącego się z dzielnicy Asunción, 4 Mojones. Już w 1994 roku włączono go do kadry pierwszej drużyny i wówczas zaliczył swój debiut w paragwajskiej Primera División. W Atlético występował przez cztery sezony, a w 1995 roku dotarł do półfinału Copa CONMEBOL. W 1998 roku odszedł do innego klubu ze stolicy kraju, Cerro Porteño. Przez kolejne dwa sezony dochodził z nim do półfinałów Copa Libertadores.
Latem 1999 roku Toledo trafił do Europy. Jego pierwszym klubem na tym kontynencie było włoskie Udinese Calcio. W Serie A zaliczył jednak tylko 2 spotkania i już na początku 2000 roku odszedł do hiszpańskiego Espanyolu Barcelona. W Primera División zadebiutował 16 stycznia w przegranym 0:2 meczu z Málagą. W Espanyolu nie wywalczył jednak miejsca w podstawowym składzie i latem 2001 odszedł z zespołu.
Nowym klubem Delio został argentyński CA Colón. Tam spędził jeden sezon i już we wrześniu 2002 znów trafił do Hiszpanii. Podpisał kontrakt z Realem Saragossa, a na koniec sezonu 2002/2003 wywalczył awans z Segunda División do Primera División. Rok później zdobył Puchar Króla, a w 2006 roku dotarł do finału tych rozgrywek.
Latem 2006 na zasadzie wolnego transferu Toledo przeszedł do tureckiego Kayserisporu, z którym zajął w 2007 roku 5. miejsce w Süper Lig. W 2008 roku zdobył z Kayserisporem Puchar Turecji. Latem 2010 roku po zakończeniu kontraktu odszedł z klubu i stał się wolnym zawodnikiem.
| Sezon   | Klub                | Kraj      | Rozgrywki        | Mecze | Bramki |
| ------- | ------------------- | --------- | ---------------- | ----- | ------ |
| 1994    | Atlético Colegiales | Paragwaj  | Primera División | ?     | ?      |
| 1995    | Atlético Colegiales | Paragwaj  | Primera División | ?     | ?      |
| 1996    | Atlético Colegiales | Paragwaj  | Primera División | ?     | ?      |
| 1997    | Atlético Colegiales | Paragwaj  | Primera División | ?     | ?      |
| 1998    | Cerro Porteño       | Paragwaj  | Primera División | 8     | 0      |
| 1999    | Cerro Porteño       | Paragwaj  | Primera División | ?     | ?      |
| 1999/00 | Udinese Calcio      | Włochy    | Serie A          | 2     | 0      |
| 1999/00 | RCD Espanyol        | Hiszpania | Primera División | 4     | 0      |
| 2000/01 | RCD Espanyol        | Hiszpania | Primera División | 16    | 1      |
| 2001/02 | CA Colón            | Argentyna | Primera División | 26    | 0      |
| 2002/03 | CA Colón            | Argentyna | Primera División | 5     | 0      |
| 2002/03 | Real Saragossa      | Hiszpania | Primera División | 31    | 1      |
| 2003/04 | Real Saragossa      | Hiszpania | Primera División | 23    | 3      |
| 2004/05 | Real Saragossa      | Hiszpania | Primera División | 23    | 0      |
| 2005/06 | Real Saragossa      | Hiszpania | Primera División | 32    | 1      |
| 2006/07 | Kayserispor         | Turcja    | Süper Lig        | 30    | 3      |
| 2007/08 | Kayserispor         | Turcja    | Süper Lig        | 27    | 1      |
| 2008/09 | Kayserispor         | Turcja    | Süper Lig        | 27    | 1      |
| 2009/10 | Kayserispor         | Turcja    | Süper Lig        | 15    | 0      |

## Kariera reprezentacyjna
W reprezentacji Paragwaju Toledo zadebiutował 5 marca 1999 roku w wygranym 3:1 towarzyskim meczu z Jamajką. W tym samym roku dotarł z Paragwajem do ćwierćfinału Copa América 1999. W 2006 roku został powołany przez Aníbala Ruiza do kadry na Mistrzostwa Świata w Niemczech. Tam wystąpił jedynie w przegranym 0:1 spotkaniu z Anglią.